# Fiat Abarth 850 OT
La Fiat 850 Abarth OT était une voiture à caractère sportif créée sur la base de la berline et du coupé Fiat 850 de série. Ces versions sportives de la "850" seront déclinées sous divers modèles :
- Fiat Abarth 850 OT - (modèle 101) berline lancé en juillet 1964. À partir du mois d'octobre 1964, deux versions 850/130 et 850/150, selon la vitesse maxi.
- Fiat Abarth OT 1000 - (modèle 102) berline avec un moteur de 982 cm3 développant 54 Ch (40 kW) à 5 200 tr/min.
- Fiat Abarth OT 1000 Coupé - (modèle 100/B) construit sur la base du Coupé Fiat 850, lancé en octobre 1965. En octobre 1968 reçoit le même restylage que la Fiat 850 Sport Coupé.
- Fiat Abarth OTR 1000 - (modèle 100/C) lancé avec la version OT 1000 Coupé. Son moteur (type 200) a une toute nouvelle culasse conçue par Abarth avec des soupapes en V développant une puissance de 74 Ch (54 kW) à 6 500 tr/min et une vitesse maxi de 172 km/h pour la version routière. L'OTR disposait d'une grille rectangulaire à l'avant pour un radiateur supplémentaire.
- Fiat Abarth OTS 1000 - modèle lancé en avril 1966 qui dérive de l'OTR 1000 mais avec un moteur dont la puissance a été ramenée à 68 Ch (50 kW) et la  vitesse maxi à 160 km/h pour être homologué par la FIA dans la classe GT en 1966. Abarth a par la suite développé plusieurs modifications qui a donné naissance à l'OTSS 1000 (ou OT 1000 SS). Les deux OTS et OTSS ont été restylés en Novembre 1968 comme l'OT 1000.
- Fiat Abarth OT 1300 - modèle lancé en novembre 1966. La carrosserie est identique à celle de l'OTR 1000 sauf ses passages de roues élargis. Il dispose d'un moteur dérivé de la Fiat 124 dont la cylindrée est portée à  1.280 cm3 développant une puissance de 74 Ch (54 kW) et une vitesse maxi de 172 km/h. Le modèle a été restylé en 1968.
- Fiat Abarth OT 1600 Mostro - (modèle 136). Variante extrêmement poussée basée sur la carrosserie de la 850 berline, dévoilée au Salon de l'Automobile de Turin d'Octobre 1964 et surnommé "Mostro", monstre. Équipé du moteur Fiat-Abarth "Tipo 236" de 1.592 cm3 à deux arbres à cames en tête et à double allumage de la Fiat-Abarth 1600 Sport, voiture de course. Ce moteur développait l'astronomique puissance de 155 Ch (114 kW) propulsant la voiture à plus de 220 km/h. Fiat a refusé qu'Abarth commercialise cette voiture qui restera un exemplaire unique.
- Fiat Abarth OT 2000 - modèle lancé en février 1966. Construit sur la base de la 850 Coupé mais disposait d'un moteur de deux litres développant 185 Ch (136 kW) garantissant une vitesse maxi de 240 km/h. Très peu d'exemplaires ont été produits, 5 environ, vendus à l'étranger où une homologation était possible.

## Histoire
La marque Fiat a toujours eu à son catalogue des versions sportives de ses principaux modèles de série, berlines, coupé, spider ou rallye. Le principal intervenant en la matière a été le magicien Carlo Abarth.
Après avoir fait ses preuves avec les versions Abarth des Fiat 600 et Fiat 500, le préparateur italien se penche en 1964 sur la dernière nouveauté de Fiat, la 850. Contrairement à la Fiat 600 qui a couru dans des petites catégories, mais qui lui a assuré une réputation mondiale, Carlo Abarth a beaucoup plus d'ambition pour la 850.

### La Fiat 850 Abarth OT Berline
La conception de la nouvelle Fiat 850 est proche de celle de la Fiat 600 et permet à Fiat d'occuper le créneau des petites familiales polyvalentes dès son lancement en 1964. En parallèle, Fiat met au point pour le compte de son ancienne filiale française, la Simca 1000 dont une version sportive sera aussi réalisée par Abarth. L'architecture des deux modèles est en effet parfaitement similaire, avec le moteur en porte à faux arrière et la boite de vitesses accolée à l'avant de celui-ci. La Simca 1000 est plus longue de 29 cm et plus large de 5 cm que la Fiat 600 afin de proposer quatre vraies places, selon la demande de la clientèle française qui apprécie peu, à cette époque, les voitures à deux portes, contrairement aux automobilistes européens.
Abarth lance très peu de temps après les modèles de série Fiat plusieurs versions préparées par ses soins. Les deux premières sont les Abarth OT 850/135 et OT 850/150 qui reprennent le moteur de la 850 Super porté à 44 ch et 52 ch. Esthétiquement, ces deux versions se distinguent uniquement par les écussons Abarth en lieu et place de ceux de Fiat. ces versions ne seront produites que durant deux ans. En option, Abarth proposait un tableau de bord plus complet, des jantes en alu et un échappement Abarth à double sortie.
Les Fiat-Abarth 850 inaugurent le sigle OT (Omologata Turismo) qui sera utilisé par Abarth pour ses préparations. Le prix des versions Abarth est à peine 10% supérieur à celui des Fiat de série. La version OT 1000 est aussi  commercialisée avec un moteur développant 54 ch. Elle se distingue par sa calandre avant dissimulant un radiateur supplémentaire et des ailes légèrement élargies. Sur l'Abarth OT 1600, le niveau est encore un peu plus relevé, c'est la première automobile à recevoir un moteur spécifique Abarth et non plus une préparation d'un moteur Fiat. Les ailes prennent un peu plus d'ampleur notamment à l'arrière pour faire passer les jantes larges, 6 pouces à l'avant et 7 à l'arrière, sur des voies élargies. L'habitacle se distingue par un nouveau tableau de bord plus complet et des sièges spécifiques. Derrière la calandre un radiateur d'huile rejoint celui d'eau. Seulement 4 exemplaires seront produits en raison d'un prix prohibitif (2.750.000 £ires) et de sa non-homologation par la FIA.
En 1966 Abarth réalise un exemplaire unique de ce qui sera surnommé "Il Mostro", voiture identique à l'OT 1600 mais avec le moteur Abarth 2,0 litres des barquettes Abarth 2000 Sport Spider, SE et SP.

### La Fiat 850 Abarth OT Coupé
Comme de coutume chez Fiat, les versions coupé et spider de la Fiat 850 sont lancées un an après la berline, lors du Salon de Genève en mars 1965. L'excellent Coupé 850 passera aussi entre les mains de Carlo Abarth. Il récupère le 982 cm3 avec plusieurs niveaux de préparation. Le coupé OT 1000 développe 62 Ch à 6 150 tr/min, plus léger (730 kg) que la berline et avec une boite 4 légèrement plus longue, il propulse la voiture à 160 km/h. La version OTS 1000 avec son taux de compression de 11,5 et un nouvel arbre à cames développe 68 Ch à 6 400 tr/min permettant de gagner 10 km/h supplémentaires. Pour la compétition l'OTSS 1000 dispose de 90 Ch ou 103 Ch avec l'injection Kugelfisher.
Les ventes sont excellentes, bien supérieures à celles de la berline, ce qui incite Abarth, en 1966, à proposer une version plus « consensuelle », l'Abarth OT 1300. Elle dispose du moteur 1,2 litre de la Fiat 124 porté à 1.280 cm3 et développant 75 Ch. Ce Coupé visant une clientèle aisée, se doit d'être plus luxueux et reçoit des manomètres de pression et de température d'huile, des jantes plus larges, des suspensions plus fermes et des bandes décoratives latérales. Il sera notamment vendu aux USA. Pour cela, la version US reprend la mécanique de la berline OT 2000. Le coupé OT 2000 America est moins poussé pour un usage moins exclusif. Avec ses « petits » carburateurs Weber 45, la puissance est de ramenée à 185 Ch à 7 200 tr/min avec une vitesse maxi de 248 km/h et une accélération de 0 à 100 km/h en 7 secondes. Le châssis et le  freinage de la berline OT 2000 sont conservés. Les versions 1000 et 1300 connaissant un beau succès commercial, seront vendues jusqu'en 1979.

## Caractéristiques techniques

### Châssis
Le châssis de la Fiat 850 reprend la conception de celui de la Fiat 600 avec ses quatre roues indépendantes suspendues, à l'avant par un ressort transversal double à lames et à l'arrière par deux ressorts hélicoïdaux. Si sur les tout premiers modèles les freins conservent les tambours à l'arrière, dès l'apparition des modèles OT 850/135 et 850/150, les quatre freins sont à disques Girling. L'OT 1000 bénéficie d'une suspension affermie et de jantes de 13 pouces. C'est sur l'OT 1600 que les plus grandes modifications sont faites. Les barres antiroulis sont de plus forte section et les ressorts encore affermis, à l'arrière elle reçoit des doubles combinés ressort-amortisseur Koni et un carrossage négatif de 3,5°. L'OT 2000 a des voies un peu plus larges et s'offre des jantes Campagnolo en alliage léger de 13 pouces, chaussées de pneus en 195 à l'avant et 215 à l'arrière. Elle reçoit un différentiel ZF à glissement limité et une suspension avant à double triangulation.

### Moteur
La base moteur de la berline est celle de la Fiat 850 de série, à savoir un quatre cylindres en ligne d'une cylindrée de 843 cm3 développant 34 Ch DIN dans sa version normale et 37 Ch dans la version Super. C'est cette base qui est utilisée par Abarth mais avec les modifications dont il a le secret. Sur l'OT 850/135 les modifications moteurs sont mineures avec le remplacement du carburateur Weber 30 par un 34 et l'échappement pour augmenter la puissance jusqu'à 42 Ch à 5 400 tr/min assurant à la voiture une vitesse de 135 km/h.
La version OT 850/150 reçoit les mêmes modifications mais le régime moteur est porté à 6 000 tr/min pour obtenir 52 Ch et une vitesse maxi de 150 km/h.
La première série OT 1000 Coupé reprend le moteur de 982 cm3 des Abarth 1000 TC, construites sur la base des Fiat 600, mais avec une puissance de seulement 54 Ch pour en augmenter la souplesse. Abarth propose une quatrième version, l'OT 1600 avec un moteur de sa propre conception. C'est un quatre cylindres de 1 592 cm3 à carter sec et à double arbres à cames en tête à deux soupapes par cylindre, alimenté par un double allumage et des carburateurs Weber de 45 mm. La version sage dispose de 100 Ch mais Abarth propose aussi une version dont la puissance atteint 154 Ch à 7 600 tr/min grâce à une batterie de quatre carburateurs Weber de 45 mm. C'est un vrai moteur de course qui donne le meilleur à partir de 5.000 tr/min pour offrir des performances de premier ordre. Avec seulement 790 kg et équipé de la boîte à 6 vitesses Abarth, la barre des 200 km/h est largement dépassée avec 220 km/h. En option Abarth propose un aileron en fibre de verre sur le coffre afin de parfaitement stabiliser le train arrière. Les 100 km/h sont atteints en à peine 7,3 secondes. L'OT 2000 reprend les mêmes caractéristiques que l'OT 1600 mais voit sa cylindrée portée à 1 946 cm3 et l'alimentation se fait par deux énormes Weber double corps de 58 mm. C'est le plus gros carburateur jamais fabriqué par Weber. Accolé aux boites de vitesses Abarth à 5 ou 6 rapports l'OT 2000 pouvait atteindre la vitesse de 256 km/h.

## Chronologie
- 1964 : Lancement de la Fiat 850 lors du Salon de Genève en mars, puis des Abarth OT 850, OT 1000 et OT 1600.
- 1965 : Arrêt de la production des Fiat 850 Abarth OT Berline. Sortie des 850 Coupé.
- 1966 : Présentation de l'OT 2000 Berline. Sortie de l'OT Coupé.
- 1970 : Arrêt de la production des Coupé et Spider chez Fiat.
- 1971 : Rachat d'Abarth par Fiat.
- 1979 : Arrêt de la préparation des 850 Coupé chez Abarth.